# François Michel Le Tellier de Louvois
François Michel Le Tellier de Louvois, Louvois (ur. 18 stycznia 1641 w Paryżu, zm. 16 lipca 1691 w Wersalu) – francuski polityk, jeden z najwybitniejszych francuskich ministrów wojny, generalny wikariusz Połączonych Zakonów św. Łazarza z Jerozolimy i Najświętszej Marii Panny z Góry Karmel.

## Życiorys
Syn Michała le Tellier, markiza de Barbezieux i Elżbiety Turpin. Pieczętował się herbem: na srebrnym tle pręga rąbowana czerwona w skos, na lewo od głowy wspięty lew czarny.
Żonaty z Anną de Souvré, markizą de Courtenvaux. Miał sześcioro dzieci:
- Michała Franciszka, markiza de Courtanvaux,
- Magdalenę Szarlotę (1665–1735), żonę Franciszka VIII de La Rochefoucauld, księcia La Roche-Guyon,
- Ludwika Mikołaja, markiza de Souvré,
- Ludwika Franciszka Marię, markiza de Barbezieux,
- Kamillę,
- Małgorzatę (zm. 1711), żonę Ludwika Mikołaja de Neufville de Villeroy, markiza Alincourt.

Jego ojciec był ministrem Ludwika XIV. Franciszek od 1662 był jego pomocnikiem, poznając w tym czasie dość dobrze organizację i problemy francuskiej machiny wojennej, a od 1666 był już faktycznym kierownikiem ministerstwa wojny. Bardzo szybko młody markiz de Louvois wszedł w łaski króla Ludwika XIV i w 1668 zastąpił ojca na stanowisku ministra wojny. Podniósł liczebność armii, dzięki czemu za jego rządów armia francuska licząca ponad 400 tys. żołnierzy mogła stawić czoło koalicji mocarstw europejskich w czterech wojnach w okresie od 1667 do 1713.
Jego przywódcze talenty dały się pokazać w wojnie dewolucyjnej (1667–1668). Po pokoju w Aix-la-Chapelle, Louvois postanowił zreorganizować i unowocześnić francuską armię, co mu się skutecznie udało – przezbroił piechotę w karabiny skałkowe z bagnetem, wprowadził magazynowy system zaopatrzenia wojsk, zakładał liczne szkoły artyleryjskie i inżynieryjne, wspierał fortyfikacyjne projekty Vaubana. Jego zaangażowanie dało zwycięstwo w wojnie 1672–1678. Po pokoju w Nijmegen Louvois znalazł się w najwyższych łaskach Ludwika XIV, a jego ojciec został mianowany kanclerzem Królestwa. Za jego rządów zdobyto dla Francji Strasburg i unieważniono edykt nantejski. Zajmował się organizowaniem brutalnych dragonad, które okazały się skutecznym narzędziem terroru wśród francuskich hugenotów.
W 1673 został zatwierdzony generalnym wikariuszem (zwierzchnikiem) Połączonych Zakonów św. Łazarza z Jerozolimy i Najświętszej Marii Panny z Góry Karmel z przywilejami wielkiego mistrza z „wyjątkiem zagranicy”. W czasie jego 20 letnich rządów przyjęto do połączonych zakonów rekordową liczbę 566 rycerzy. Louvois utworzył specjalną kategorię „z łaski magistralnej” członkostwa w zakonach dla kandydatów nie mogących udowodnić pochodzenia szlacheckiego. Przyznanie takiego tytułu rycerza „z łaski magistralnej” było równoznaczne z otrzymaniem szlachectwa, co potwierdził król Ludwik XIV w przywilejach dla cieszącego się niegdyś suwerennością (w Palestynie) zakonu św. Łazarza. Louvois przeprowadził poważne reformy w statutach połączonych zakonów, tworząc m.in. instytucję tzw. komandorii dziedzicznych.
Zmarł 16 lipca 1691 na apopleksję, krótko po opuszczeniu królewskiego gabinetu, co wśród dworzan wzbudzało podejrzenie, że został otruty.